# Ludioschema akashii
Ludioschema akashii is een keversoort uit de familie kniptorren (Elateridae). De wetenschappelijke naam van de soort is voor het eerst geldig gepubliceerd in 1969 door Ôhira.